# Camille Cornand
Camille Cornand est une chercheuse française en économie. Elle a obtenu la médaille de bronze du CNRS en 2011.

## Biographie
Camille Cornand, née le 10 mai 1978 à Lyon, obtient un doctorat en sciences économiques en 2005 à l’Université Lyon 2. Sa thèse reçoit le Prix de thèse de l’Association Française de Science Économique. Après un post-doctorat à la London School of Economics en 2006, elle est recrutée au CNRS au Bureau d'économie théorique et appliquée de Strasbourg (BETA).  Elle soutient son habilitation à diriger des recherches en 2010 à l’Université de Strasbourg. En 2008, elle devient consultante pour la Banque de France, puis elle est professeur à l’ENS de Lyon et à l’Université Lyon 2. Elle est rattachée au Groupe d’Analyse et de Théorie Economique Lyon-St-Étienne,.
Ses travaux de recherche portent notamment sur la politique de communication des banques centrales,. Elle  publie dans des revues comme Journal of Monetary Economics, International Journal of Central Banking, The Scandinavian Journal of Economics et The Economic Journal.

## Distinctions
- 2007 : Prix du Jeune Chercheur de la Ville de Lyon[6]
- 2010 : Prix du Jeune Chercheur en Économie de la Fondation Banque de France[6]
- 2011 : Médaille de Bronze du CNRS[5],[2].